# 基洼岛 (南卡罗来纳州)
基洼岛（英文：Kiawah Island），是美国南卡罗来纳州下属的一座城市。城市类型是“鎮”。其面积大约为13.45平方英里（34.83平方公里）。根据2010年美国人口普查，该市有人口1,626人，人口密度约为每平方 英里120.9人（约合每平方公里46.68人）。